# Marcus Landry
Marcus Landry (Milwaukee, 1º novembre 1985) è un ex cestista statunitense, che giocava come ala.

## Biografia
È il fratello minore di Carl Landry, anch'egli cestista professionista.

## Statistiche

### College
| Anno      | Squadra           | PG  | PT | MP   | TC%  | 3P%  | TL%  | RP  | AP  | PRP | SP  | PP   |
| --------- | ----------------- | --- | -- | ---- | ---- | ---- | ---- | --- | --- | --- | --- | ---- |
| 2005-2006 | Wisconsin Badgers | 16  | 0  | 15,4 | 47,4 | 36,4 | 71,4 | 3,1 | 1,3 | 0,4 | 0,4 | 6,0  |
| 2006-2007 | Wisconsin Badgers | 36  | 6  | 19,2 | 51,9 | 36,1 | 56,3 | 3,2 | 0,8 | 0,6 | 0,9 | 5,9  |
| 2007-2008 | Wisconsin Badgers | 36  | 36 | 29,4 | 46,6 | 35,2 | 76,5 | 5,4 | 1,4 | 0,4 | 0,8 | 10,8 |
| 2008-2009 | Wisconsin Badgers | 33  | 33 | 31,3 | 50,2 | 36,7 | 62,6 | 4,6 | 1,5 | 0,8 | 1,1 | 12,7 |
| Carriera  | Carriera          | 121 | 75 | 25,0 | 49,0 | 36,1 | 67,0 | 4,2 | 1,2 | 0,6 | 0,8 | 9,2  |

### NBA

#### Regular Season
| Anno      | Squadra        | PG | PT | MP  | TC%  | 3P%  | TL%  | RP  | AP  | PRP | SP  | PP  |
| --------- | -------------- | -- | -- | --- | ---- | ---- | ---- | --- | --- | --- | --- | --- |
| 2009-2010 | N.Y. Knicks    | 17 | 0  | 6,4 | 39,0 | 34,6 | 60,0 | 1,1 | 0,0 | 0,1 | 0,1 | 2,6 |
| 2009-2010 | Boston Celtics | 1  | 0  | 3,0 | 0,0  | 0,0  | -    | 0,0 | 0,0 | 0,0 | 0,0 | 0,0 |
| Carriera  | Carriera       | 18 | 0  | 6,2 | 37,2 | 32,1 | 60,0 | 1,1 | 0,0 | 0,1 | 0,1 | 2,4 |

## Palmarès
- MVP Serie A: 1

Brescia: 2016-17